# Дора Маар
До́ра Маа́р (фр. Dora Maar, справжнє ім'я Генріє́тта Теодо́ра Ма́ркович / Henriette Theodora Markovitch, 22 листопада 1907, Тур — 16 липня 1997, Париж) — французька югославського (хорватського) походження сюрреалістська художниця й фотографиня; модель Пабло Пікассо.

## Життєпис
Дочка француженки з Турені й архітектора хорватського походження, виросла у Аргентині.
У 1945 році після розриву з Пікассо Маар лікувалась у психіатричній клініці в Жака Лакана. Після виставки живопису (1957) на довгі роки усамітнилась у власному помешканні, писала вірші й картини, про неї майже всі забули. Провела останні роки у власній квартирі по вулиці Савойя, на лівому березі Парижа.

Дора Маар померла 16 липня 1997 року в 89-річному віці. Похована на цвинтарі Буа-Тардьє у Кламарі.

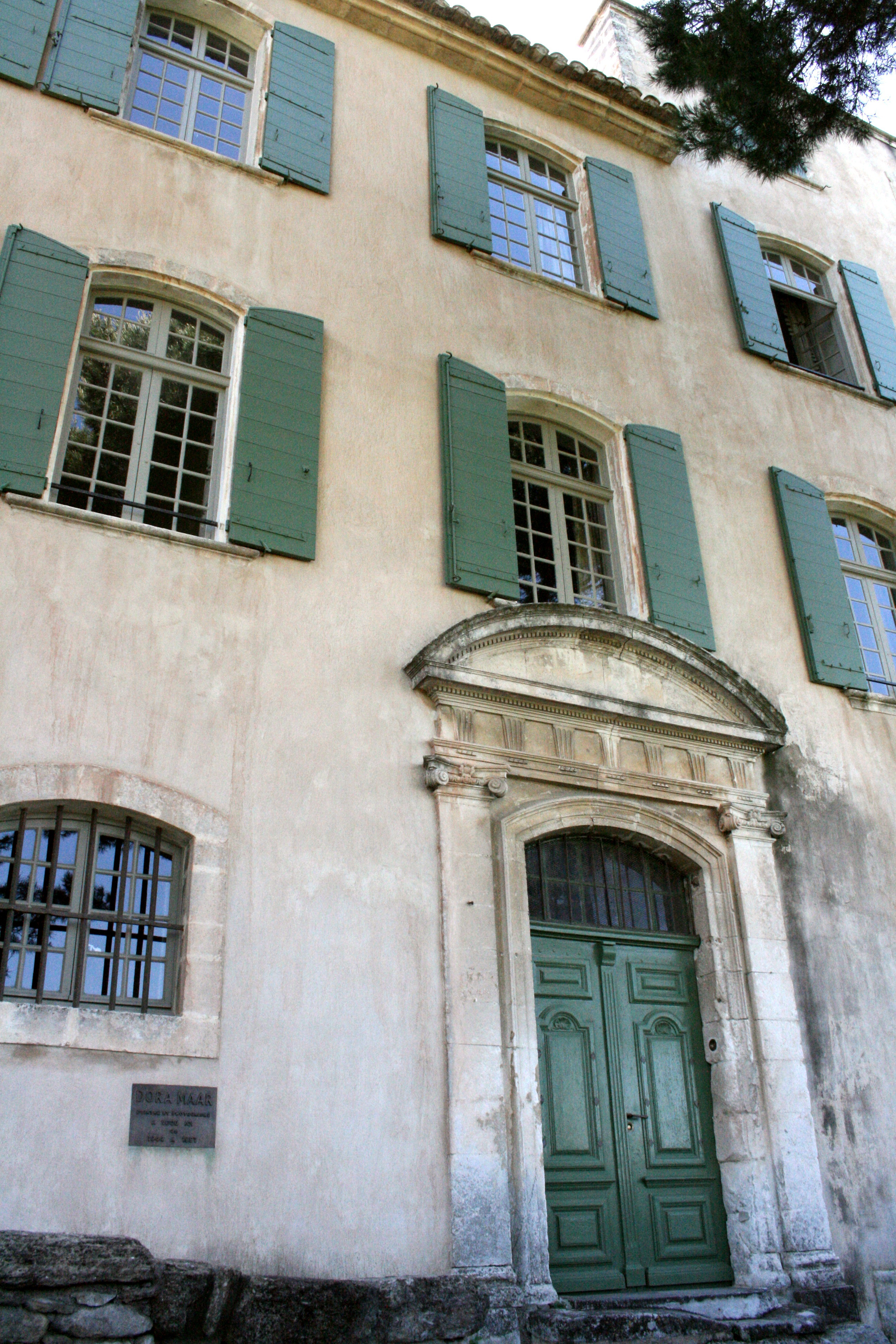
Дім Дори Маар у Воклюзі

## Творчість
У 1920 році приїхала до Парижа, навчалася живопису, потім фотографії, познайомилась з Брассаєм, Картьє-Брессоном, зійшлась із сюрреалістами (Бретон, Батай та інші). Була ассистенткою Мана Рея. 
У 1935 році відкрила власне фотоательє. Її фотомонтаж «Папаша Убю» став своєрідною візитівкою сюрреалістичного мистецтва.
Художній спадок Маар був високо оцінений публікою й критикою тільки на посмертній ретроспективній виставці (1999).
У 2019 році (5 червня — 29 липня) у Центрі Помпіду представлена найбільша виставка робіт Дори Маар (понад 400 фотографій і документів), яка дозволида простежити шлях мисткині від перших рекламних світлин і вуличного періоду до витворів сюрреалістичного мистецтва.

### Співпраця з Пікассо
У 1936 році в паризькому кафе «Де маго» Поль Елюар познайомив Маар з Пікассо. Дев'ять років вона була його моделлю, музою і партнеркою.
Маар багато фотографувала Пікассо (особливо в період його роботи над «Гернікою»), під його впливом звернулась до живопису. Пікассо часто створював зображення сумної Маар, у його творчому доробку вона назавжди ввійшла як «жінка, що плаче».
Картина Пікассо «Портрет Дори Маар» (1938) ніколи не виставлялась у музеях і висіла в будинку художника до його смерті, а у 1980-х її придбав саудівський шейх Абдулмухсен Абдулмалік Аль Шейх у галереї Пейс в Нью-Йорку. У 1999 році картину викрали й внесли до списку найрозшукуваніших витворів мистецтва. У 2019 році полотно відшукав Артур Бренд, фахівець з пошуку втрачених предметів мистецтва в Голландії. На початок 2020-х вартість картини оцінювалася в 25 млн євро.

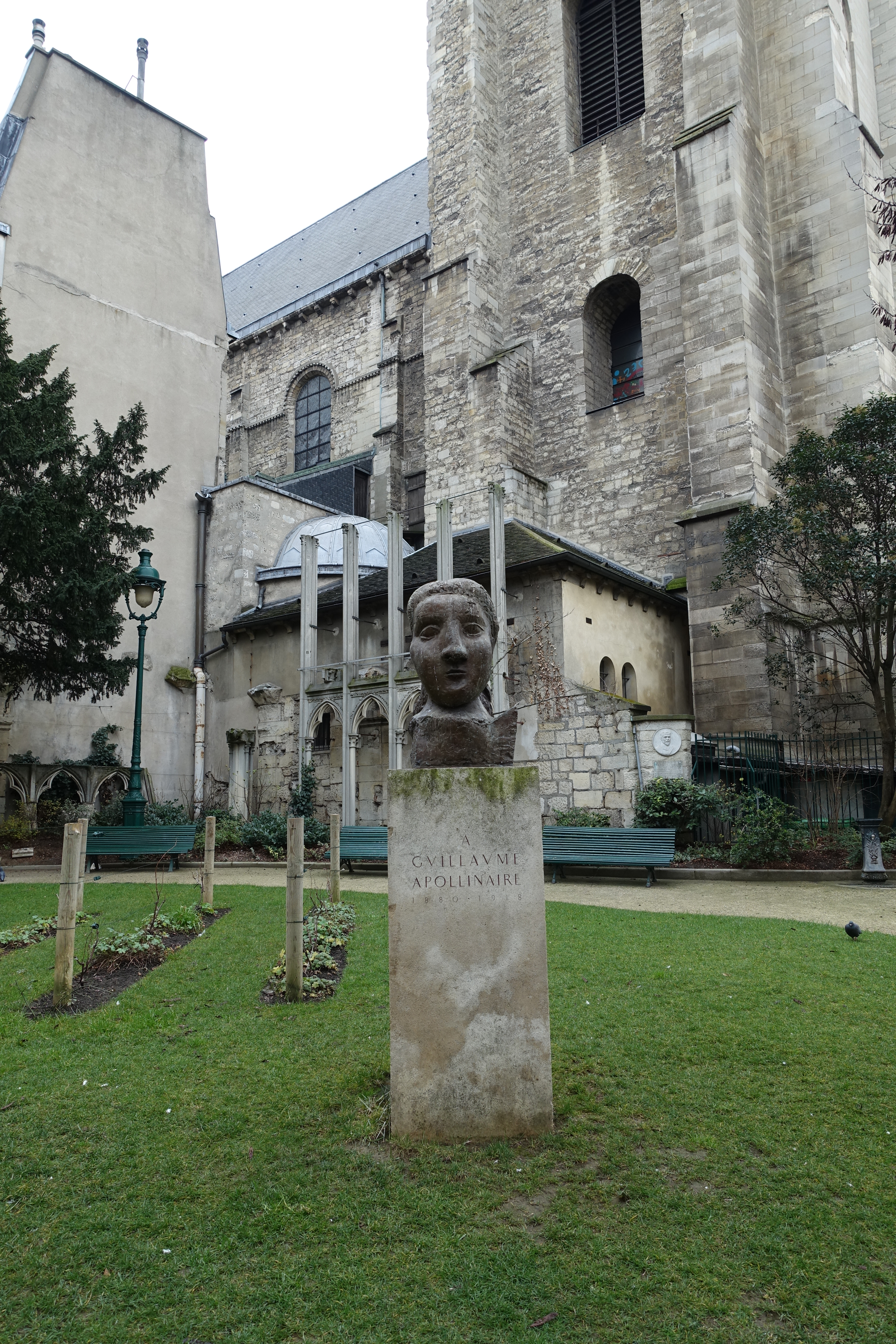
«Пам'ятник Аполлінеру» (1959) або «Голова жінки» (Дора Маар) Пікассо

Скульптурний портрет Дори Маар Tete de femme (Голова жінки), виконаний з гіпсу у 1941 році, зберігається в музеї Людвіга у Кельні. Чотири копії роботи були відлиті в бронзі у 1950-х, через декілька років після припинення відносин пари. Один примірник скульптури був подарований у 1959 році меморіалу Гіійома Аполлінера. Скульптура містилась у шостому окрузі Парижа біля церкви Сен-Жермен-де-Пре. Ця копія була вкрадена у 1999 році, а згодом знайдена дорожнім робітником у канаві в муніципалітеті Оні. Муніципалітет Оні, не здогадуючись про походження скульптури, виставив її у залі ратуші. У 2001 році один з відвідувачів ратуші упізнав у погрудді роботу Пікассо, після чого скульптуру повернули на попереднє місце.

## Пам'ять
- Про мисткиню написали романи Драґана Букумирович «Дора Маар» (1998) і Ніколь Авріль «Я, Дора Маар» (2002, нім. пер. 2004).
- Її роль у кінострічці Джеймса Айворі «Прожити життя з Пікассо» (1996) зіграла Джуліанна Мур. У другому сезоні серіалу «Геній» роль Маар виконала Саманта Коллі.

## Також
- Список сюрреалісток